# Филипчук, Игорь Ярославович
И́горь Яросла́вович Филипчу́к (укр. Ігор Ярославович Філіпчук, позывной — Сороковой; 11 октября 1982, Пожарки — 14 августа 2014, Хрящеватое) — украинский военнослужащий, солдат, участник российско-украинской войны. Герой Украины (2020, посмертно).

## Биография
Родился 11 октября 1982 года в селе Пожарки Рожищенского района Волынской области. Проживал с родителями в городе Луцке. Работал на автомобильном предприятии.
Во время Революции достоинства был активным участником Самообороны Майдана Волыни, входил в группу быстрого реагирования, охранял общественный порядок в области и на украинско-белорусской границе.
С началом боевых действий на востоке Украины весной 2014 года добровольно вступил в 24-й батальон территориальной обороны «Айдар», где служил пулемётчиком.
14 августа 2014 года, около 6 часов утра, в районе села Хрящеватое Луганской области украинское подразделение подверглось атаке пророссийских сил, включавших два танка и пехоту. Игорь Филипчук трижды выходил из укрытия и стрелял из ручного противотанкового гранатомета по одному из танков. После третьего выстрела повреждённый танк открыл ответный огонь, в результате чего Игорь погиб. Его действия позволили остановить продвижение противника и спасти жизни многих товарищей.
Похоронен 17 августа 2014 года на Аллее почётных захоронений в селе Гаразджа Луцкого района Волынской области.

## Награды
- Звание «Герой Украины» с удостоением ордена «Золотая Звезда» (3 декабря 2020, посмертно) — за личное мужество и героизм, проявленные в защите государственного суверенитета и территориальной целостности Украины, верность военной присяге[1].
- Орден «За мужество» III степени (27 июня 2015, посмертно) — за личное мужество и самоотверженные действия, проявленные в защите государственного суверенитета и территориальной целостности Украины, верность военной присяге[2].